# Tarazona de Guareña
Tarazona de Guareña è un comune spagnolo di 420 abitanti situato nella comunità autonoma di Castiglia e León, provincia di Salamanca.